# Isoindolo
L'isoindolo è un composto organico eterociclico aromatico, strutturalmente formato da un anello benzenico e uno di pirrolo condensati. È un isomero dell'indolo.
In soluzione si trova in equilibrio con la forma tautomera
Gli isoindoli costituiscono la parte preponderante dell'anello delle ftalocianine.